# Saint-Antonin (Québec)
Pour les articles homonymes, voir Saint-Antonin.
La ville de Saint-Antonin est située à quelques kilomètres au sud de la ville de Rivière-du-Loup dans la municipalité régionale de comté de Rivière-du-Loup, dans la région administrative du Bas-Saint-Laurent, au Québec, au Canada. On y retrouve plusieurs tourbières et exploitations agricoles. À Saint-Antonin se déroule aussi le Festival Country de St-Antonin à chaque mois de juin, la Super démolition en juillet ainsi que le Super motocross dans le mois d'août.

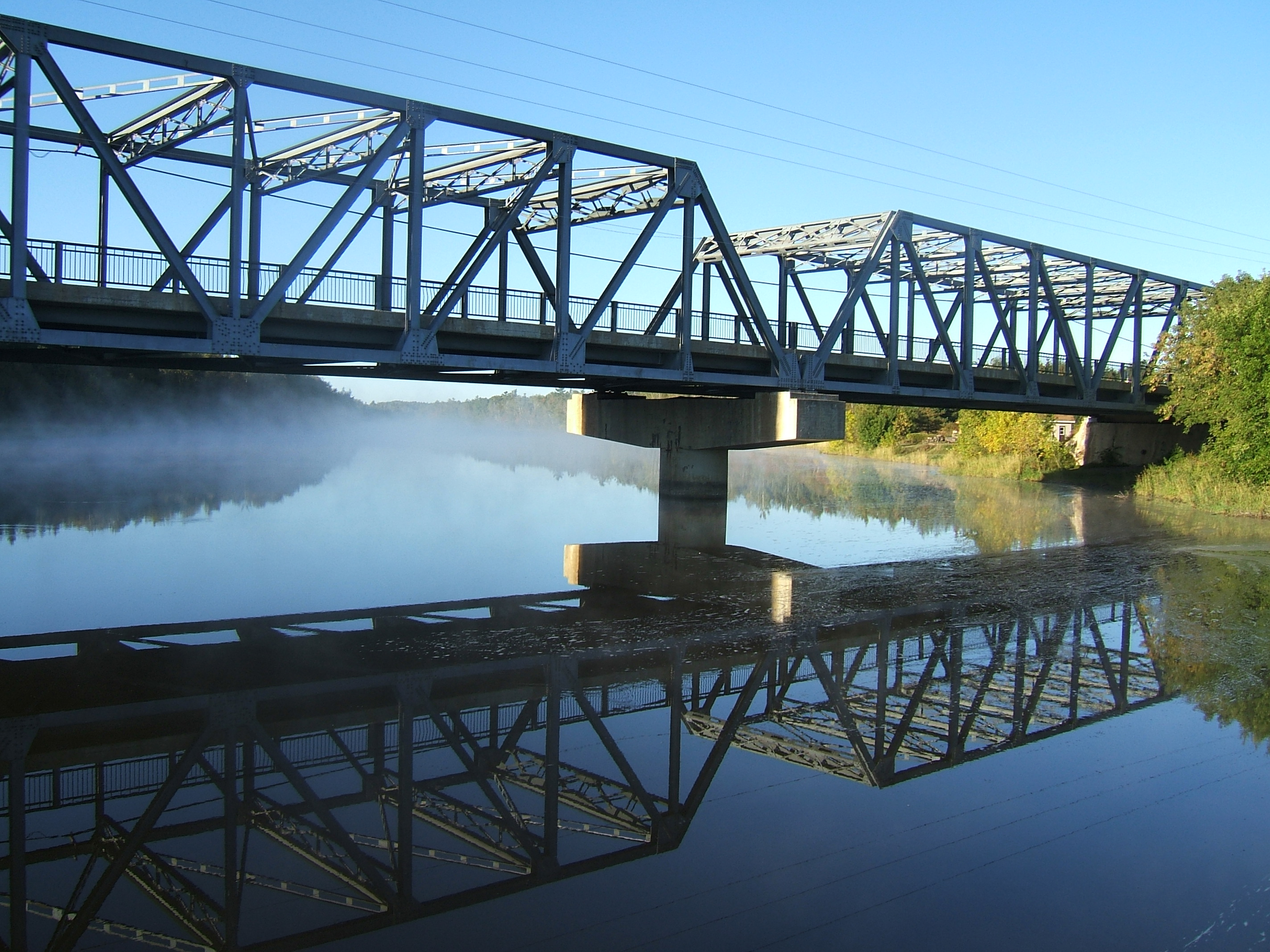
Le pont du chemin du Lac sur la rivière du Loup à Saint-Antonin en septembre 2006.

## Toponymie
Saint-Antonin est nommée en l'honneur de l'abbé Louis-Antonin ou Antoine Proulx (1810-1896), curé de Fraserville (Rivière-du-Loup), premier desservant de la paroisse de 1840 à 1854

## Histoire
Saint-Antonin est fondé en 1856, la municipalité ne compte que 836 habitants qui sont majoritairement des agriculteurs. Constituée en 1856, la municipalité fête son 150e anniversaire en 2006. Son territoire est cependant occupé depuis la fin du XVIIIe siècle, Saint-Antonin étant située sur le tracé de l'historique Chemin du Portage reliant depuis le régime français la vallée du Fleuve Saint-Laurent à l'Acadie. La municipalité de paroisse de Saint-Antonin est devenu la municipalité de Saint-Antonin le 1er novembre 2014.
La municipalité de Saint-Antonin est devenu la ville de Saint-Antonin le 4 décembre 2021,.

## Géographie
La rivière Verte traverse le centre de la municipalité du sud vers le nord.
À partir du lac du Dentiste, dans le sud-est, la rivière des Roches y coule de l'est vers le nord-ouest jusqu'à sa confluence avec la rivière Verte après un brève incursion dans Saint-Modeste.
La rivière du Loup délimite le nord-ouest de la municipalité puis la traverse vers le nord.
À partir de son crénon, dans le nord-est, la Petite rivière du Loup coule vers sud-ouest jusqu'à sa confluence avec la rivière du Loup.
La Petite rivière Noire traverse le nord-ouest de la municipalité vers le nord-ouest.
Les rivières Fourchue et Petite rivière Noire traverse le nord-ouest de la municipalité vers le nord-ouest.
La rivière Saint-François en traverse le sud-est vers le sud-ouest.
La rivière Carrier traverse la pointe sud-ouest de la municipalité vers l'ouest.

## Démographie
| 1996  | 2001  | 2006  | 2011  | 2016  | 2021  |
| ----- | ----- | ----- | ----- | ----- | ----- |
| 3 368 | 3 395 | 3 780 | 4 027 | 4 049 | 4 338 |

## Économie
La ville compte également de nombreuses PME établies dans la zone industrielle située à proximité de la Route transcanadienne (autoroute 85).
Le festival country de Saint-Antonin est un des évènements qui fait rayonner la région, il attire plus de 35 000 visiteurs et crée des retombées économiques de plus de 1,5 million.

## Administration
Les élections municipales se font en bloc pour le maire et les six conseillers.
| Saint-Antonin Maires depuis 2002                                                                                     |                 |         |          |
| Élection | Maire           | Qualité | Résultat |
| 2002 | Lucien Bourgoin |         | Voir     |
| 2005 | Réal Thibault   |         | Voir     |
| 2009 | Réal Thibault   | Voir    |          |
| 2013 | Michel Nadeau   |         | Voir     |
| 2017 | Michel Nadeau   | Voir    |          |
| 2021 | Michel Nadeau   | Voir    |          |
| Élection partielle en italique Depuis 2005, les élections sont simultanées dans toutes les municipalités québécoises |                 |         |          |

## Personnalités
- Joseph-Enoïl Michaud (1888-1967), avocat, notaire et homme politique, né à Saint-Antonin.

## Panorama

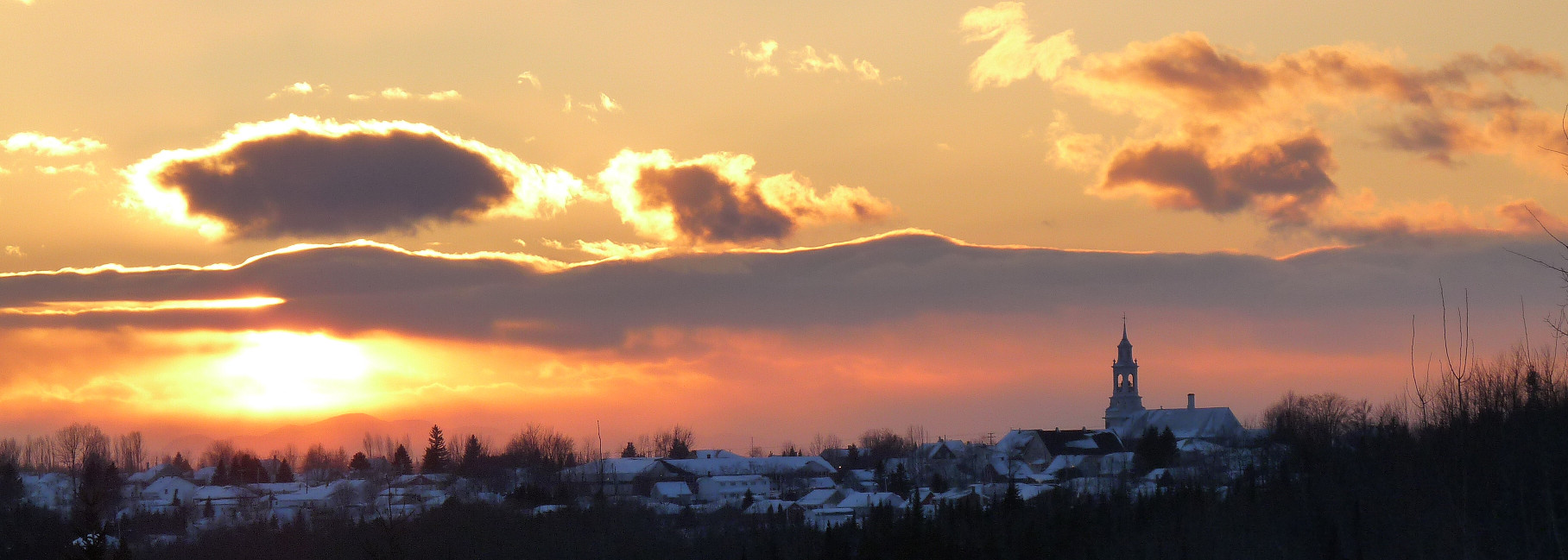
Village de Saint-Antonin vu depuis le 3e rang.